# Id (UNIX)
コンピュータソフトウェアにおいて、id（アイディー）はプログラムがどのユーザー識別子のアカウントで実行されているかを表示する、Unix系オペレーティングシステムのコマンドである。
実行例:
```
foobar@darkstar:~$ id
uid=1016(foobar) gid=100(users) groups=100(users)
```

ルートアカウントは0のユーザID(UID)を持っている。
whoamiコマンドはUIDを名前で表示するが、idコマンドの有用性によって時代遅れとなった。
以下のコマンド
```
 id -un
```

はwhoamiコマンドと等価であるが、通常の対話的な使用では、
```
 id -p
```

が推奨されている。